# Charlotte Lutz
Pour les articles homonymes, voir Lutz.
Charlotte Lutz   est une pongiste française, née le 17 mai 2005 à Saverne.
Elle est la sœur cadette de la pongiste professionnelle Camille Lutz. Elles incarnent avec les frères Alexis et Félix Lebrun et Prithika Pavade, la relève du tennis de table français pour les Jeux olympiques de 2024 à Paris.

## Biographie
Charlotte Lutz commence le tennis de table à l'âge de 5 ans, suivant les pas de sa grande sœur Camille. Elle s'entraîne au CREPS de Strasbourg depuis 2020 après un passage au Pôle France de Nancy. Elle joue pour le club du SU Schiltigheim TT qui évolue en Pro A pour la saison 2022-2023.
Elle est sacrée championne de France cadette en simple en 2020 et double championne de France juniors en simple en 2021 et 2022,. Elle remporte également le titre en double juniors en 2021 et en 2022 avec Lucie Mobarek.
Elle gagne la médaille de bronze en simple et en par équipe au championnat d'Europe junior 2021, puis devient vice-championne d'Europe juniors en simple en 2022. La même année elle devient vice-championne du monde juniors en double avec Prithika Pavade et en par équipe avec Prithika Pavade et Agathe Avezou,.
Elle remporte la médaille de bronze en simple et en double avec Océane Guisnel au championnat de France seniors 2022,. L'année suivante elle devient vice-championne de France en simple après avoir perdu en finale contre Audrey Zarif,.
Elle a été sélectionnée en équipe de France pour les championnats d'Europe 2022 et les championnats du monde par équipes 2022.
Avec elle, l'équipe de France féminine se classe troisième des championnats d'Europe par équipes en septembre 2023.
En février 2024, elle est médaillée de bronze aux Championnats du monde de tennis de table par équipes 2024, à Busan (Corée du Sud), avec Camille Lutz, Jia Nan Yuan, Audrey Zarif et Prithika Pavade. L'équipe de France est défaite en demi-finale par la Chine (3 matchs à 0). Cela faisait 33 ans que l'équipe de France féminine n'avait pas remporté de médaille aux championnats du monde par équipes (la dernière étant également une médaille de bronze en 1991).
En mars 2024, aux championnats de France senior 2024, en simple dames, elle est pour la deuxième fois vice-championne de France en simple dames après avoir perdu la finale contre sa sœur ainée Camille. En mars 2025 aux championnats de France senior 2025 elle est sacrée championne de France de double mixte, associée à Flavien Coton.